# Caune de l'Arago
Pour les articles homonymes, voir Arago.
La caune de l'Arago (en catalan : cauna de l'Aragó ou cova de l'Aragó) est un site préhistorique sur le territoire de la commune de Tautavel, en France, dans une vaste cavité surplombant un cours d’eau pérenne, le Verdouble. Elle a livré des restes humains attribués à l'homme de Tautavel (Homo heidelbergensis) et des vestiges lithiques du Paléolithique inférieur.

## Situation et description

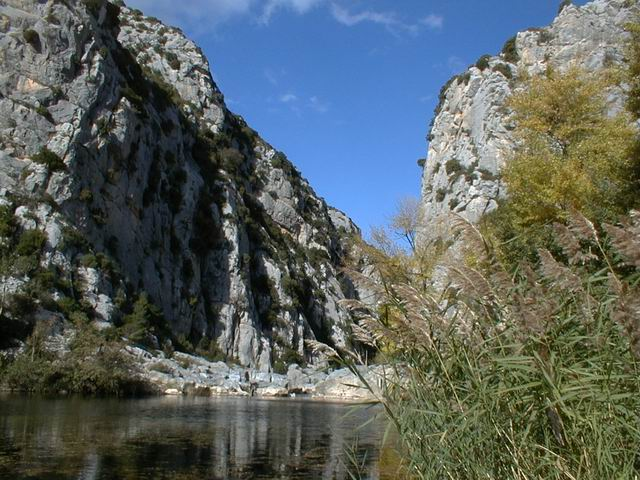
Les gorges du Verdouble à proximité de la caune de l'Arago, on accède à la grotte en montant un chemin le long de la roche visible à droite sur la photo.

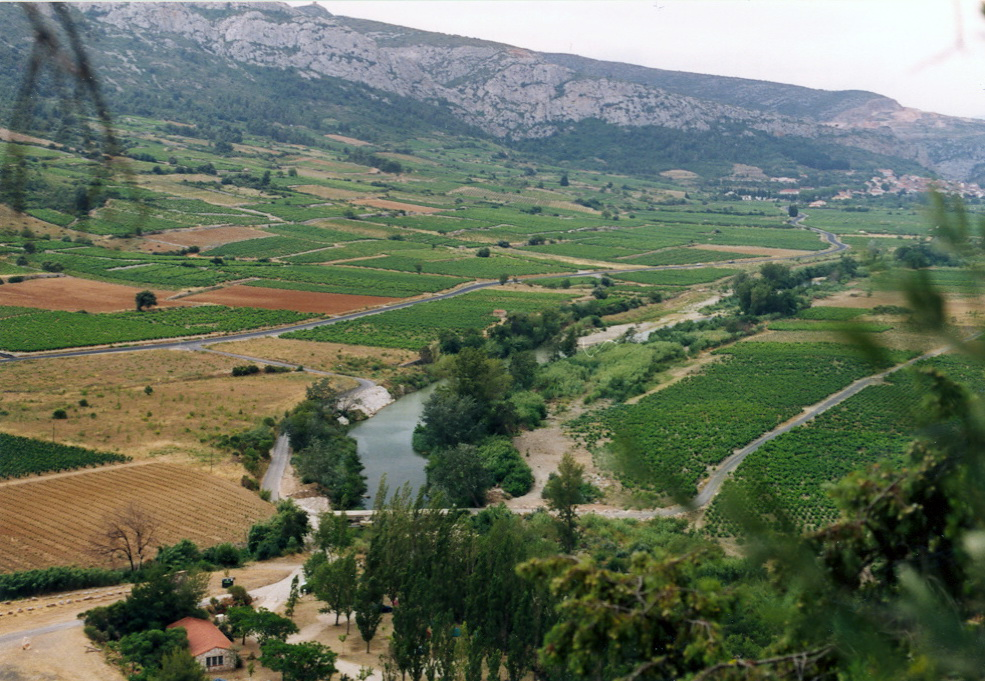
Vue depuis l'entrée de la grotte. Un large observatoire sur la plaine et le Verdouble.

La caune (de l'occitan cauna, « caverne ») de l'Arago est située dans le sud de la France, à l'est des Pyrénées, dans le département français des Pyrénées-Orientales, sur la commune de Tautavel. Incluse dans une falaise calcaire du massif des Corbières, elle surplombe de plusieurs dizaines de mètres (80 m actuellement, moins de 60 m à l'époque de l'Homme de Tautavel) une large vallée à l'endroit où le Verdouble quitte un canyon pour serpenter dans cette plaine.
La grotte est longue de trente mètres, mais elle pouvait en faire cent vingt dans les temps préhistoriques, une partie du plafond s'étant effondré et le fond s'étant comblé entretemps. Sa largeur maximale est de dix mètres. Elle s'ouvre actuellement vers le sud mais l'ouverture était tournée vers l'est avant l'effondrement.
Cette situation privilégiée en a fait un abri idéal pour les chasseurs-cueilleurs préhistoriques. L'ouverture à l'est sur une falaise orientée au sud-est permettait d'avoir une température relativement élevée l'hiver. Le relief très contrasté de cet environnement fournissait plusieurs niches écologiques fournissant autant de types de gibier : des animaux adaptés à la rivière (castors), d'autres adaptés à la plaine, qui était, suivant les époques et les climats successifs, couverte de forêt (daims, cerfs) ou de steppe (chevaux, bisons, rhinocéros, éléphants), des herbivores vivants sur les terrains escarpés (mouflons, bouquetins, tahrs, chamois), d'autres encore sur les plateaux au climat plus rude (bœufs musqués, rennes). De plus, juste en bas de la grotte, se trouvait un passage à gué où passaient les troupeaux de gros herbivores, ce qui facilitait la chasse. La situation élevée de la grotte en faisait un excellent observatoire pour repérer les troupeaux dans la plaine.
La rivière proche, jamais à sec, fournissait l'eau, mais aussi des galets pour empierrer le sol de la grotte ou servir d'outils. L'environnement plus lointain, à moins d'une demi-journée de marche (soit environ 30 km), pouvait fournir d'autres pierres afin de fabriquer des outils : du silex (à Roquefort-des-Corbières), du jaspe rouge (à Corneilla-de-Conflent), des chailles (à Rivesaltes), des quartzites (à Soulatgé), des roches volcaniques (col de Couisse).

## Historique des recherches

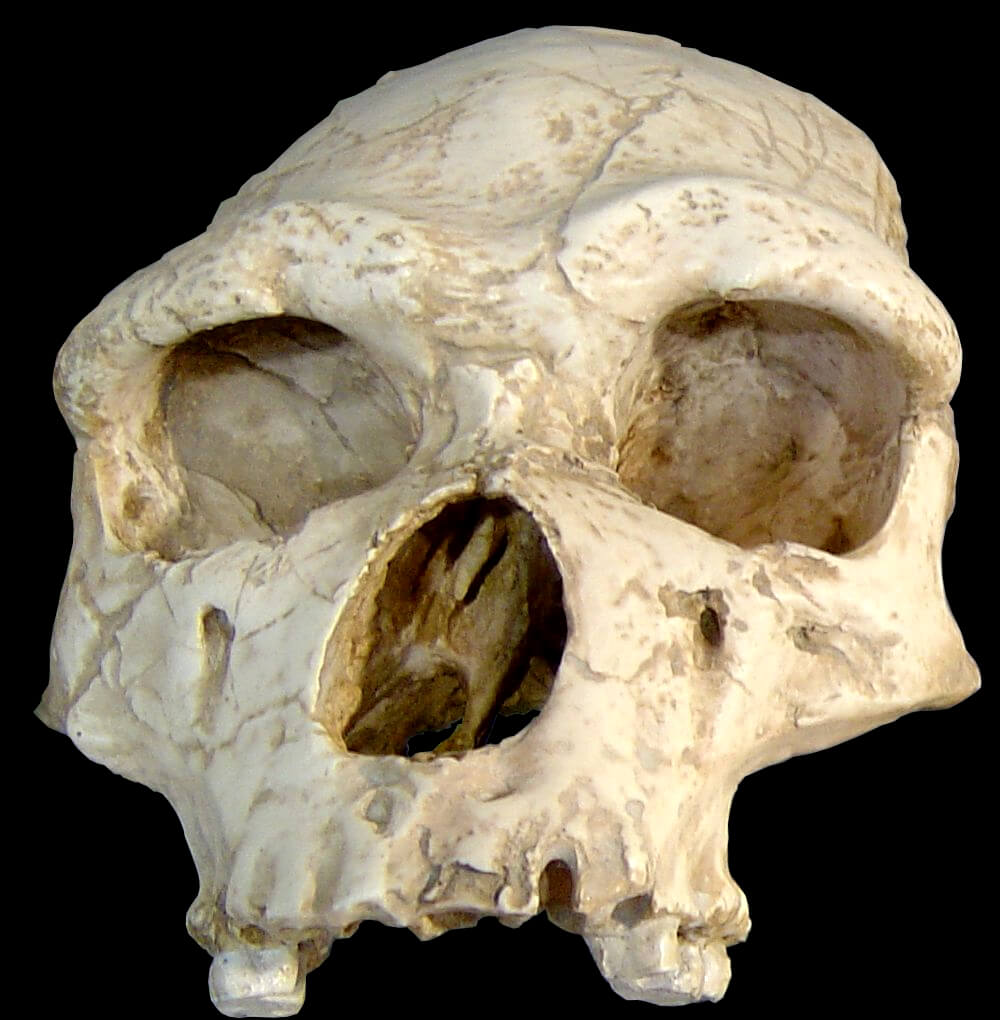
Crâne de l'Homme de Tautavel.

Dès 1829, Joseph Farines, un savant local, et le géologue Marcel de Serres décrivent des ossements qui ne ressemblent pas à la faune actuelle, trouvés dans la caune de l'Arago. Mais ce n'est qu'en 1948 que le site commence à livrer des industries préhistoriques à Jean Abélanet, témoignant d'une occupation humaine.
Dans les années 1950, les frères Ribes de Maury et Raymond Gabas de Saint-Paul-de-Fenouillet ont été parmi les premiers à effectuer des fouilles, en tant qu'archéologues amateurs[réf. nécessaire]. Ils ont collaboré avec Jean Abélanet et leurs trouvailles ont permis de réaliser l'importance et la richesse du site.
Des campagnes de fouilles systématiques, dirigées par Henry et Marie-Antoinette de Lumley, sont menées chaque année depuis avril 1964. Les premières campagnes annuelles (en 1964, 1965 et 1966) durent deux semaines. Les suivantes, de 1967 à 1978, un mois, puis trois mois (de 1979 à 1991) et, depuis 1992, cinq mois. C'est durant l'été 1971 que le fameux crâne de Tautavel est découvert.
Le 27 juillet 2015, le musée de la préhistoire de Tautavel annonce la découverte par des jeunes fouilleurs bénévoles d'une dent datant de 550 000 ans sur le site. Cette dent fossile a 100 000 ans de plus que le crâne de l'Homme de Tautavel.

## Intérêt scientifique
La caune de l'Arago abrite un remplissage de plus de quinze mètres de sédiments, roches et débris accumulés pendant une période s'étalant d'environ 100 000 à 700 000 ans avant le présent. Par leur quantité (la période de fouilles de 1967 à 1994 a livré environ 260 000 objets : ossements, vestiges lithiques) et leur diversité, ces vestiges donnent de nombreuses informations sur les groupes humains préhistoriques qui ont vécu là, mais aussi sur les animaux, les plantes et les climats qui se sont succédé dans la région pendant ces 600 000 ans.

### L'Homme de Tautavel
Plus de cent cinquante restes humains ont été mis à jour dans la caune : crânes, mandibules, dents et autres os, datés d'une période allant de 570 000 à 400 000 ans avant le présent. Des dents de lait témoignent de la présence de plusieurs enfants. Des traces de feu, d'outils et de traces de boucherie sur des os de divers animaux mais aussi humains ont également été retrouvés, ce qui pourrait suggérer une forme d'anthropophagie, bien qu'elle ne soit pas liée à la rareté des ressources alimentaires, les restes de grands mammifères étant très nombreux dans les couches recelant des restes humains.
Ces restes humains sont d'abord identifiés comme appartenant à une forme européenne d'Homo erectus pour laquelle on a proposé le nom d'Homo erectus tautavelensis, cependant le consensus scientifique actuel attribue maintenant les fossiles à l'espèce Homo heidelbergensis.

### Faune

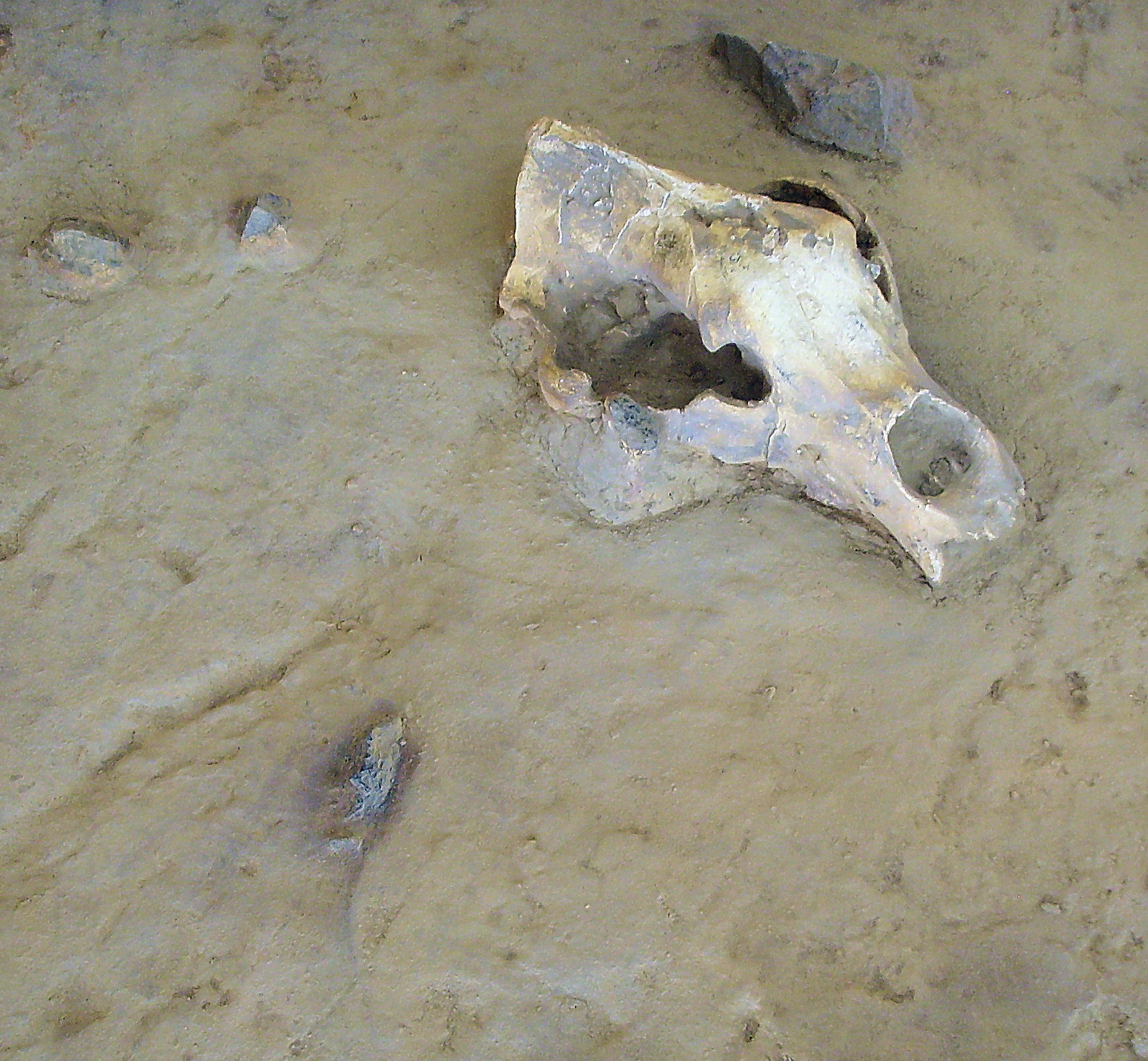
Crâne d'ours de Deninger découvert dans la Caune de l'Arago.

On a trouvé dans la caune de l'Arago les vestiges d'une faune nombreuse et variée, avec 122 espèces différentes représentées. De nombreux restes d'espèces de mammifères témoignent de l'alimentation de l'homme à différentes époques. Un cheval élancé (Equus mosbachensis tautavelensis) semble avoir été le gibier principal à l'époque de l'homme de Tautavel (niveau G) avec, à la même époque, des bisons (Bison priscus) que l'on a également trouvé en quantité. Les fouilles ont révélé aussi de nombreux vestiges de rennes (Rangifer tarandus), de cerfs (Cervus elaphus), de daims (Dama sp.), de bœufs musqués (Praeovibos priscus), de mouflons (Ovis ammon), de tahrs (Hemitragus bonali) et de rhinocéros (Dicerorhinus hemitoechus) et des restes d'ours de Deninger (Ursus deningeri).

## Stratigraphie et chronologie
Son puissant remplissage, épais d'une dizaine de mètres, couvre la majeure partie du Pléistocène moyen et a fait l’objet de nombreuses tentatives de datations radiométriques parfois contradictoires,,. Des âges limites d’environ 700 et 350 000 ans ont été obtenus par datation par l'uranium-thorium pour des planchers stalagmitiques situés respectivement à la base (plancher 0) et au sommet (plancher α) de la séquence stratigraphique.

## L'ensemble III
Les principaux niveaux archéologiques se trouvent dans l’ensemble III (niveaux de « sols » D à G) et auraient un âge compris entre 300 et 450 000 ans. Cet ensemble a également livré un certain nombre de restes humains fossiles, dont un crâne incomplet (face, frontal et pariétal droit) (Arago XXI, sol G) et deux mandibules (Arago II, sol G et Arago XIII, sol F) attribués à l'homme de Tautavel.
Les industries des couches les plus anciennes de l’ensemble III ont été qualifiées de Tayacien ancien, voire de « Tautavélien ». Elles sont réalisées essentiellement en quartz, plus rarement en silex et en quartzite, et comportent des racloirs, de nombreux outils à encoches (denticulés, encoches, pointes de Tayac, becs, etc.), des galets taillés et de rares bifaces (moins d’un pour 1000 outils). Au sommet de l’ensemble III (couche E), les bifaces sont proportionnellement plus nombreux, ce qui a conduit Henry de Lumley à rattacher l’industrie à l’Acheuléen moyen.
Toutefois ces différences sont à tempérer dans la mesure où les effectifs des bifaces sont très faibles dans les niveaux G à D, et où les proportions entre grandes classes technologiques varient peu, que l’on considère l’ensemble de l’industrie ou seulement l’outillage.
Les matériaux utilisés sont majoritairement locaux (80 %) et ont été prélevés dans les alluvions du Verdouble, mais certains proviennent de zones distantes d’une trentaine de kilomètres au nord-est et au sud-ouest du site, traduisant une bonne connaissance des ressources régionales et une certaine anticipation des besoins.

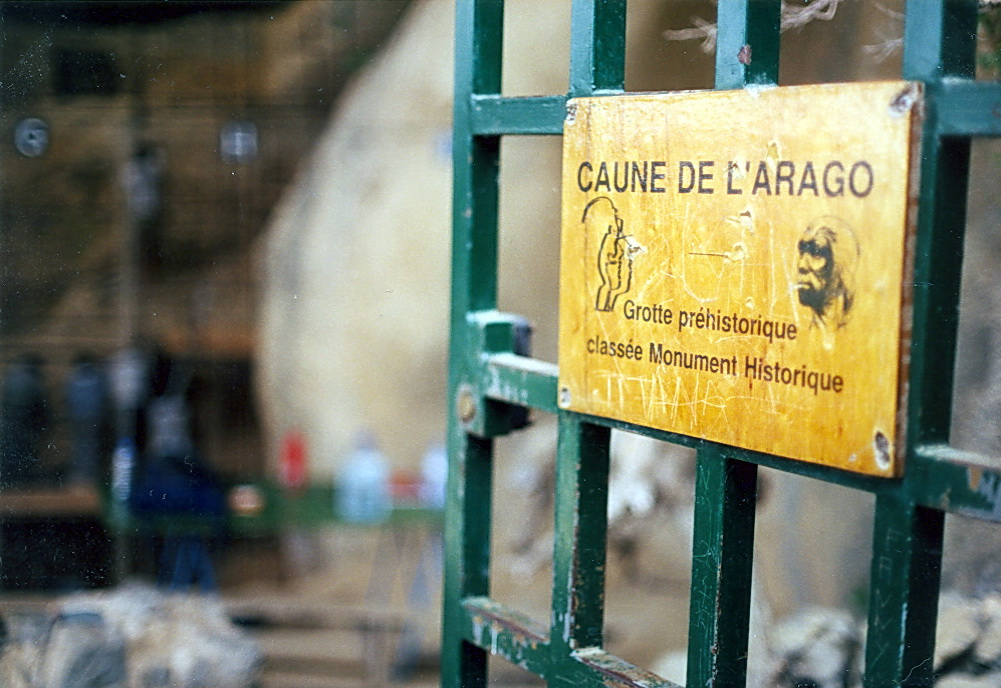
Écriteau.
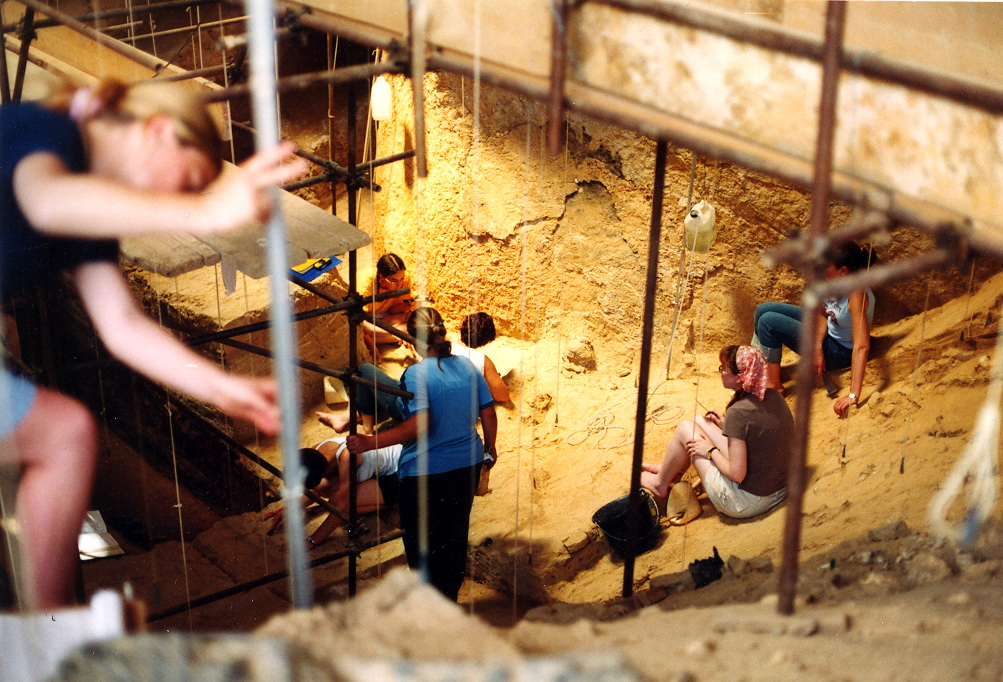
Chantier de fouille.
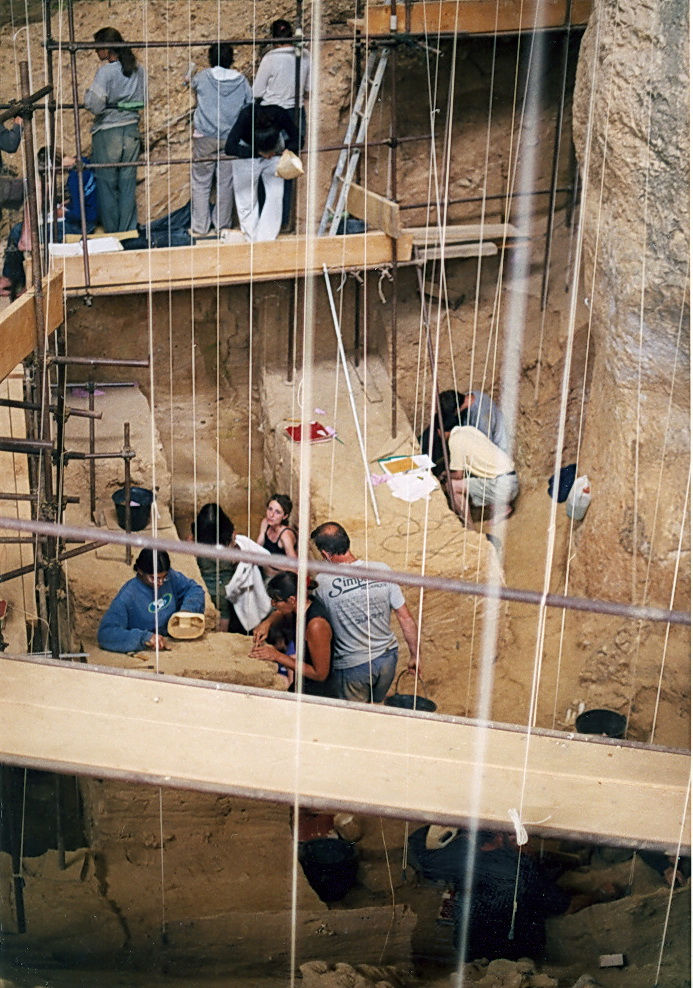
Chantier de fouille.
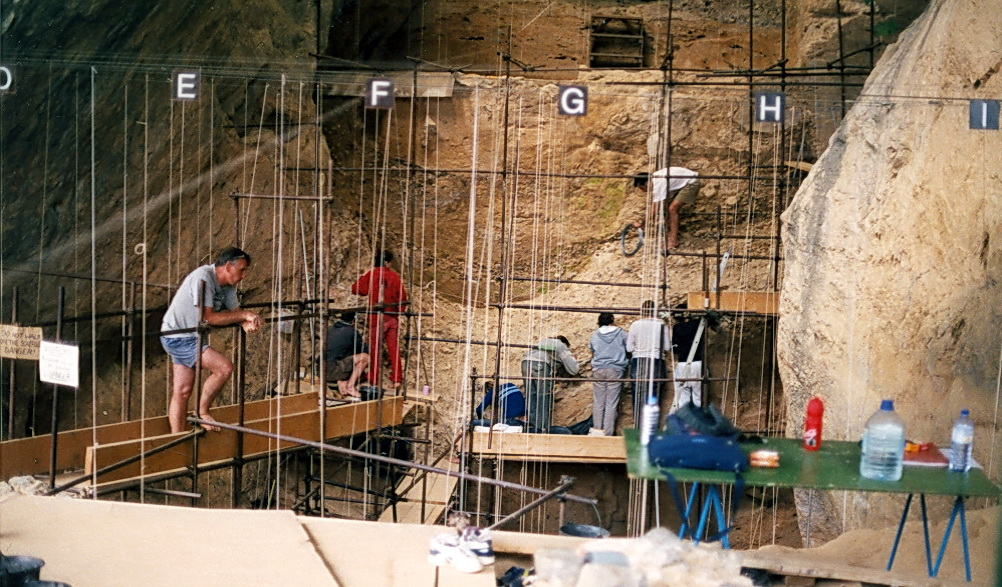
Chantier de fouille.

## Protection
La caune de l'Arago est classée monument historique en avril 1965.